# Рега
Рега (пољ. Rega) је река у Пољској. Дуга је 168 km. Улива се у Балтичко море. 